# In Return
In Return è il secondo album in studio del duo musicale statunitense Odesza, pubblicato nel 2014.

## Tracce
Edizione Standard
1. Always This Late – 2:40
2. Say My Name (featuring Zyra) – 4:22
3. Bloom – 3:15
4. All We Need (featuring Shy Girls) – 3:31
5. Sundara – 2:16
6. White Lies (featuring Jenni Potts) – 4:37
7. Kusanagi – 3:28
8. Echoes (featuring Py) – 4:23
9. It's Only (featuring Zyra) – 4:28
10. Koto – 3:14
11. Memories That You Call (featuring Monsoonsiren) – 4:08
12. Sun Models (featuring Madelyn Grant) – 2:40
13. For Us (featuring Briana Marela) – 5:49

Edizione Deluxe - Tracce Bonus
1. Light (featuring Little Dragon) – 4:13
2. IPlayYouListen (Live) – 4:29
3. Bloom (Live) – 3:30
4. Say My Name (Live) (featuring Zyra) – 4:06
5. Always This Late (Instrumental) – 2:40
6. Say My Name (Instrumental) – 4:02
7. Bloom (Instrumental) – 3:01
8. All We Need (Instrumental) – 3:31
9. Sundara (Instrumental) – 2:14
10. White Lies (Instrumental) – 4:37
11. Kusanagi (Instrumental) – 3:28
12. Echoes (Instrumental) – 4:10
13. It's Only (Instrumental) – 4:20
14. Koto (Instrumental) – 3:14
15. Memories That You Call (Instrumental) – 3:43
16. Sun Models (Instrumental) – 2:24
17. For Us (Instrumental) – 5:29
18. Light (Instrumental) – 4:13